# Meerwasserpumpspeicherkraftwerk Okinawa Yanbaru
Das Meerwasserpumpspeicherkraftwerk Okinawa Yanbaru (jap. 沖縄やんばる海水揚水発電所, Okinawa Yambaru Kaisui Yōsui Hatsudensho) war ein Pumpspeicherwerk, das sich in Kunigami in der japanischen Präfektur Okinawa befand. Es wurde von Dengen Kaihatsu K.K. (engl. Electric Power Development Co., Ltd.) betrieben. Es war das erste Pumpspeicherwerk, das Meerwasser als Energiespeicher nutzte. Die maximale Leistungsabgabe betrug 30 MW. Die Pilotanlage wurde mangels Bedarf für Speicherkapazität im Jahr 2016 abgebaut. 

## Anlage
Der obere Speicher befindet sich in einer Höhe von 136 m, die maximale Wasserzufuhr ist 26 m³/s. Die maximale Leistung beträgt etwa 2,1 % der maximalen Stromnachfrage auf der Insel Okinawa gemessen am 3. August 2009.
Der Speicher, der künstlich ausgehoben wurde, liegt ungefähr 600 m entfernt von der Küste. Er hat eine oktogonal-planare Form mit einer maximalen Breite von 252 m. Die maximale Tiefe beträgt 25 m und die effektive Speicherkapazität 564.000 m³. Die gesamte innere Oberfläche des Speichers ist mit undurchlässigen Folien ausgekleidet, um ein Austreten des Meereswassers in die umgebende Vegetation und eine Schädigung derselben zu verhindern.
Faserverstärkte Plastikrohre anstelle von Stahlrohren wurden für den Ein- und Auslauf benutzt, um Meerwasserkorrosion und das Ansetzen von Rankenfußkrebsen zu verhindern. Die Turbinen sind teilweise aus rostfreiem Stahl gefertigt, um dem Meerwasser zu widerstehen.
Eine 66-kV-Leitung verband das Kraftwerk mit dem Stromnetz der Okinawa Denryoku.

## Geschichte
Das Kraftwerk war ein Pilotkraftwerk, welches von der Agentur für Naturressourcen und Energie finanziert und von Dengen Kaihatsu erbaut wurde. Ein Fünf-Jahres-Prüfzyklus wurde seit dem 16. Mai 1999 durchgeführt. Die Japanische Gesellschaft für Bauingenieurwesen vergab der EPDC den Outstanding Civil Engineering Achievement Award am 26. Mai 2000 für den Bau des Kraftwerks. Die kommerzielle Anlage bestand bis 2016.